# Cembra
Cembra là một đô thị tại tỉnh Trento trong vùng Trentino-Alto Adige/Südtirol, có vị trí khoảng 15 km về phía đông bắc của Trento. Tại thời điểm ngày 31 tháng 12 năm 2004, đô thị này có dân số 1.776 người và diện tích là 17 km².
Cembra giáp các đô thị: Salorno, Giovo, Faver, Segonzano, Lona-Lases, Lisignago, và Albiano.